# Bebertal bei Hundisburg
Das Bebertal bei Hundisburg ist ein FFH-Gebiet in der Stadt Haldensleben im Landkreis Börde in Sachsen-Anhalt.

## Allgemeines
Das FFH-Gebiet ist circa 115 Hektar groß. Zu einem großen Teil überschneidet es sich mit dem Landschaftsschutzgebiet „Flechtinger Höhenzug“. In Hundisburg schließt etwas westlich das FFH-Gebiet „Olbe- und Bebertal südlich Haldensleben“ an. Es ist durch die Landesverordnung zur Unterschutzstellung der Natura 2000-Gebiete im Land Sachsen-Anhalt (N2000-LVO LSA) seit dem 21. Dezember 2018 rechtlich gesichert. Zuständige untere Naturschutzbehörde ist der Landkreis Börde.

## Beschreibung
Das FFH-Gebiet liegt südlich von Haldensleben am Rand der Magdeburger Börde. Es umfasst den größten Teil des Bebertals zwischen Hundisburg und Althaldensleben mit dem darin liegenden Landschaftspark einschließlich des Schlosses Hundisburg und dem östlich des Schlosses liegendem Schlossgarten, ein im Norden an den Landschaftspark angrenzendes Waldgebiet der Hühnerheide sowie eine altholzreiche Lindenallee zwischen Althaldensleben und Klausort. In dem Gebiet sind unter anderem wertvolle Gehölzbestände und artenreiche Frischgrünländer zu finden.
Die Meldung als FFH-Gebiet erfolgte unter anderem wegen Funden des Eremits. Der Bestand scheint aber durch die Beseitigung von Habitatsbäumen erloschen zu sein. Die Gruft im Schloss Hundisburg dient den Fledermausarten Großes Mausohr, Mopsfledermaus, Bechsteinfledermaus, Wasserfledermaus, Fransenfledermaus und Zwergfledermaus als Überwinterungsquartier. Infolge baulicher Veränderungen und Störungen ist die Zahl der Fledermäuse, die das Winterquartier nutzen, stark zurückgegangen.
Das Bebertal ist Wanderkorridor des Fischotters.